# Katzburg

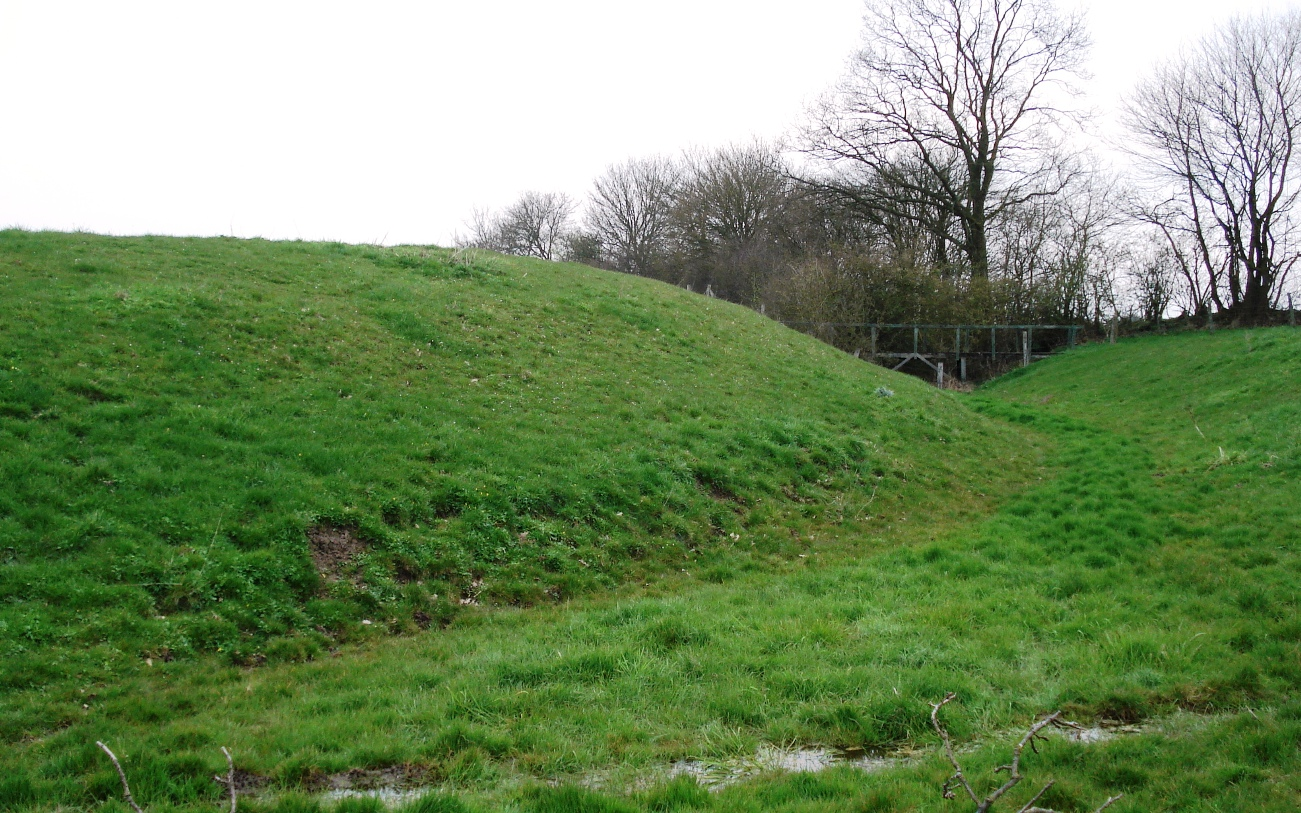
Der Nordwall der Katzburg

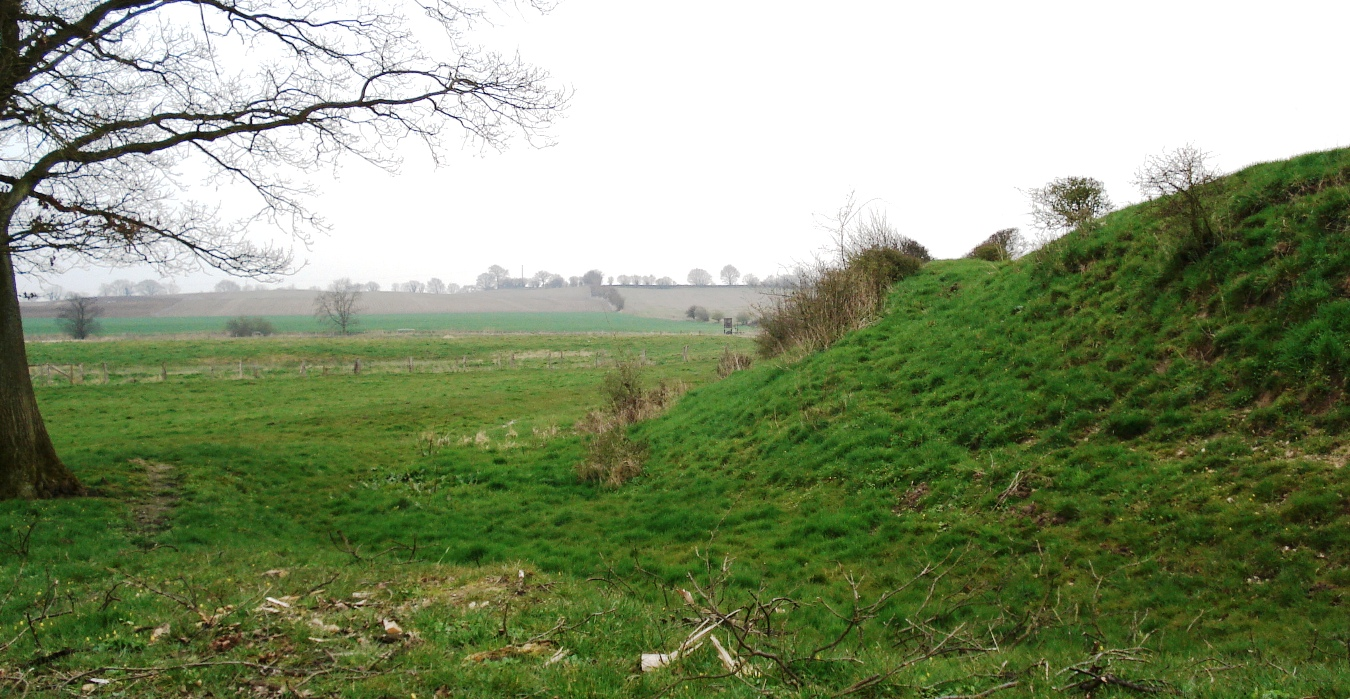
Der Ostwall der Katzburg

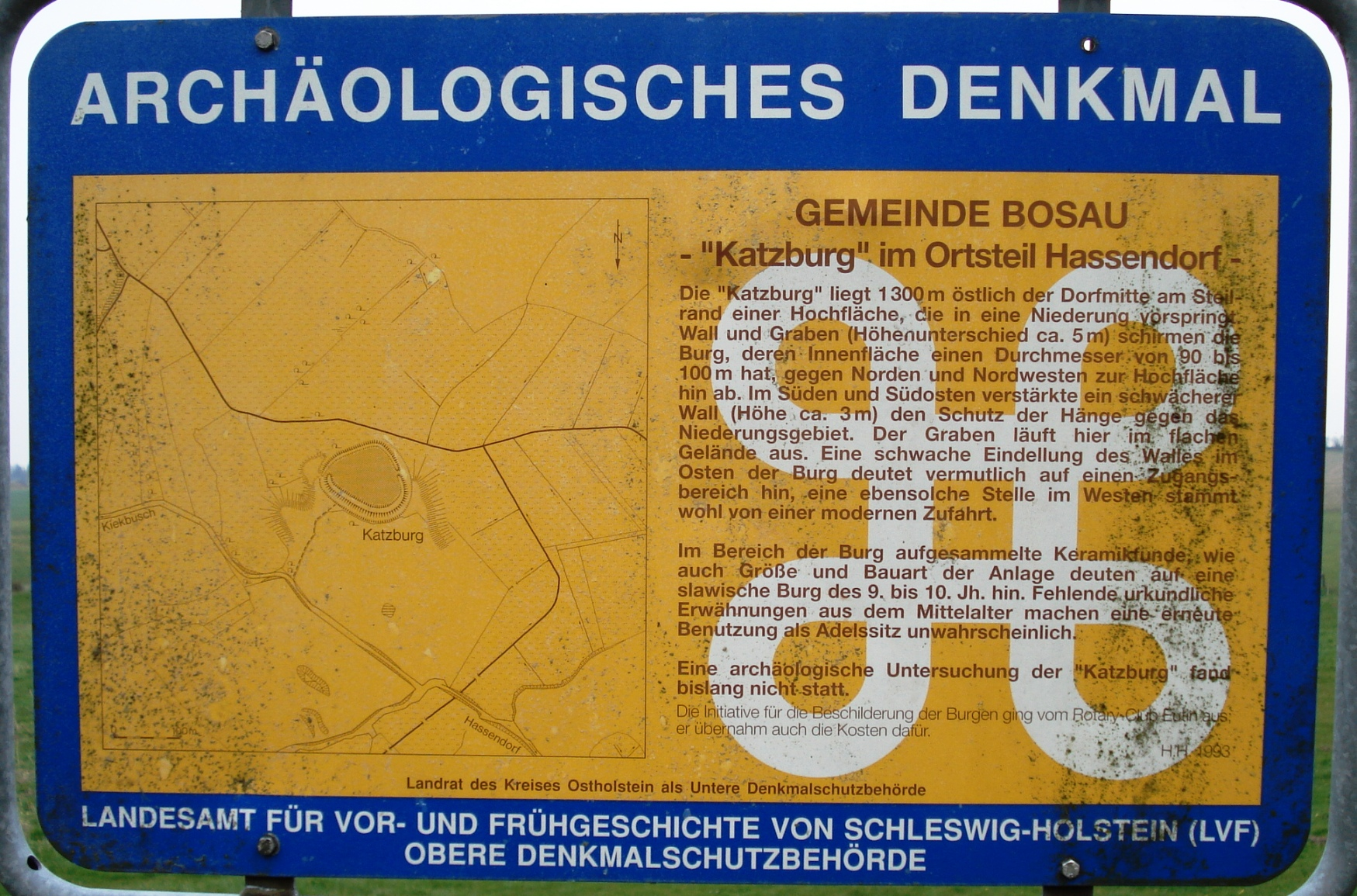
Das Informationsschild an der „Katzburg“

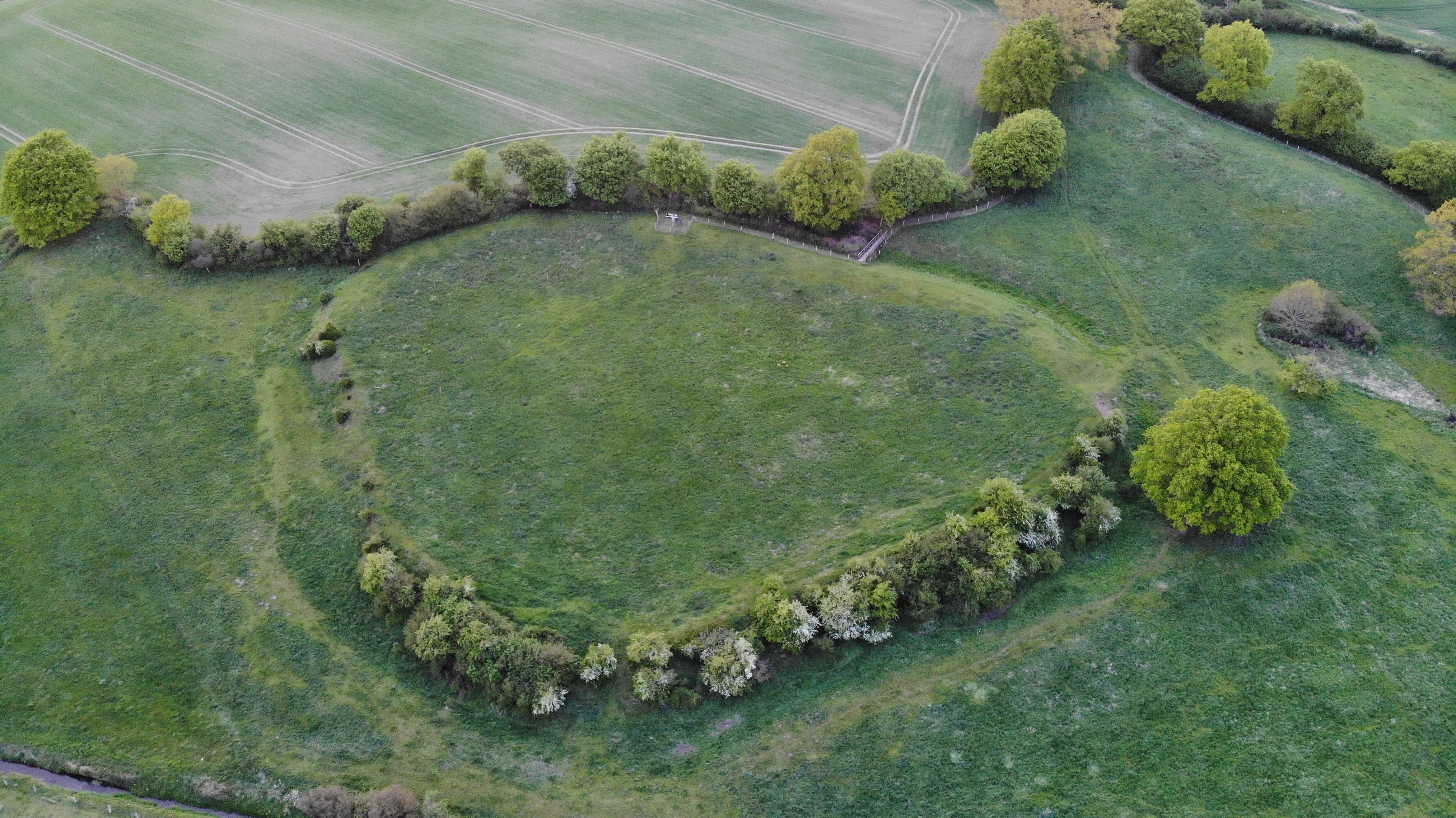
Katzburg mit Blickrichtung Nord

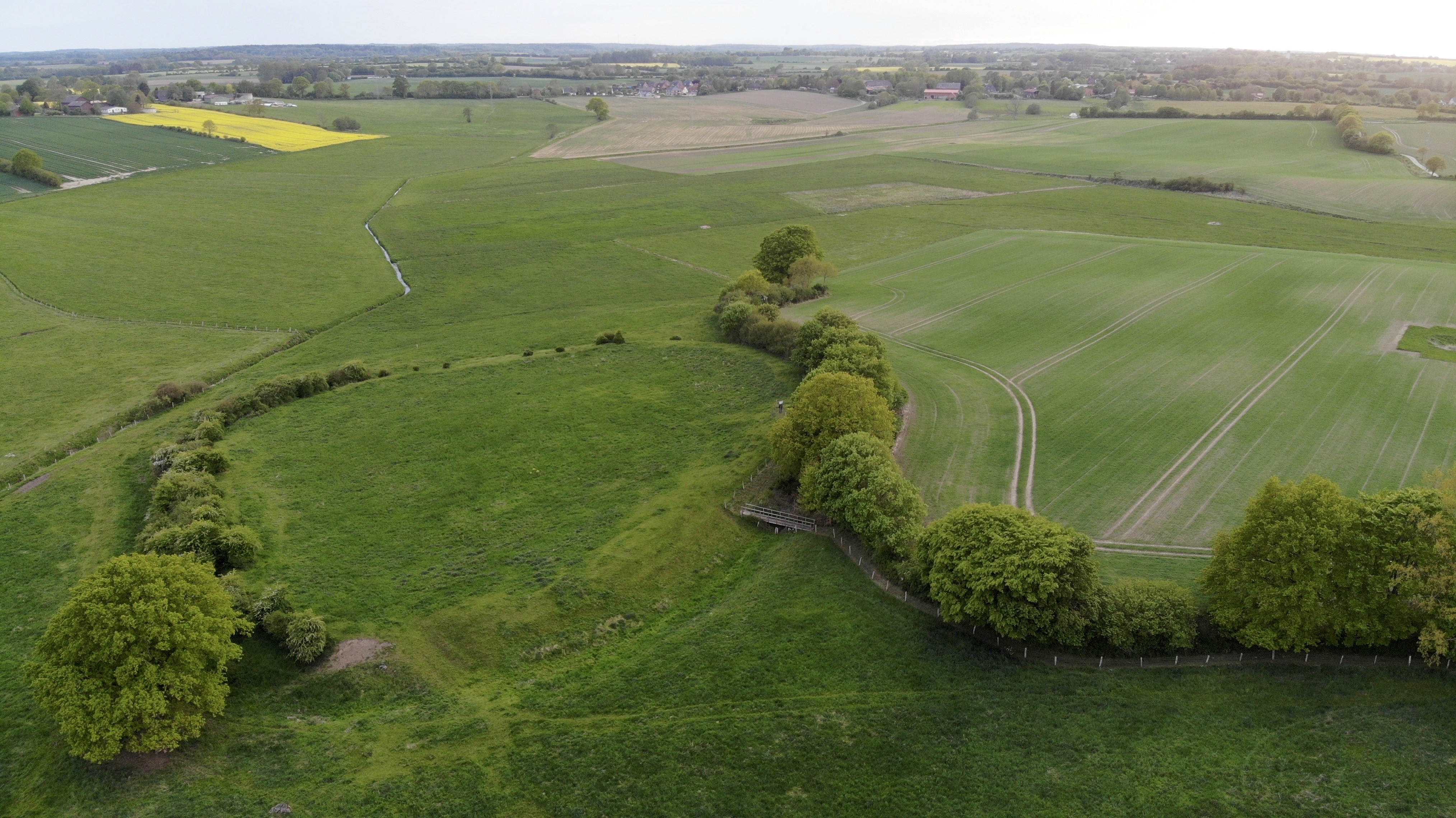
Katzburg mit Blickrichtung Süd-West

Als Katzburg werden die Reste einer ca. 1300 m (süd)östlich von Hassendorf (in der Gemeinde Bosau im Kreis Ostholstein in Schleswig-Holstein) gelegenen slawischen Burganlage bezeichnet.
Die Burg hatte einen Durchmesser von ca. 100 Metern und wurde auf einer in eine feuchte Niederung hineinragenden erhöhten Fläche angelegt. Das Bauwerk war von einem umlaufenden Wall geschützt – im Norden und Nordwesten trennt ein Graben die Burg von der Hochfläche, im Süden schirmt ein niedrigerer Wall die Burg von der Niederung ab.
Anhand der Tonscherben und anderer Keramikfunde und der Anlage der Burg ist von einer slawischen (wendischen) Burg des 9. und 10. Jahrhunderts auszugehen. Eine spätere Nutzung der Anlage erscheint unwahrscheinlich, da es keine derartigen urkundlichen Erwähnungen gibt.
Eine Bebauung des inneren Bereiches der Katzburg war anscheinend nicht gegeben – vermutet wird daher, dass es sich um eine Fluchtburg gehandelt hat.
Die Burg ist – über eine den alten Burggraben querende Brücke – zugänglich, der Weg ist ausgeschildert.
Die Reste der Burg stehen als Bodendenkmal unter Denkmalschutz.

## Quelle
- Burg Katzburg bei Burgenarchiv.de
- http://www.stranddorf.de/Kursbuch/Bosau/Bosau%202.htm
- http://www.burgeninventar.de/html/sh/OSTH_big.html#227
- Informationstafel des Landesamtes für Denkmalpflege an der Katzburg
- Reinhold Bender, Die Katzburg, eine erhaltenswerte slawische Burganlage, Jahrbuch für Heimatkunde – Eutin 1994 (Seite 48–50)
- Beschreibung auf der Homepage des Kreises Ostholstein:

Koordinaten: 54° 4′ 21,4″ N, 10° 31′ 8,4″ O